# Batwoman - L'invincibile superdonna
Batwoman - L'invincibile superdonna (La mujer murciélago) è un film del 1968 diretto da René Cardona.
È una storia di ambientazione fantascientifica.

## Trama
Uno scienziato pazzo crea una nuova forma di vita estraendo la secrezione della ghiandola pineale da forti lottatori di lucha libre e iniettandola in un comune pesce; tramite la modifica della pressione dell'acqua il pesce diventa un anfibio con le sembianze umane.
Per la riuscita dell'esperimento, lo scienziato fa sopprimere diversi lottatori, portando la polizia ad indagare sul caso; le forze dell'ordine chiedono aiuto a Batwoman, che dovrà affrontare il mostro-anfibio e verrà catturata. Riuscirà a liberarsi poco prima di venire sottoposta ad un esperimento e sconfiggerà i nemici.

## Distribuzione
Il film uscì nelle sale messicane il 7 aprile 1967; in Italia fu distribuito nel 1971.